# Bombardeos estadounidenses de Irak y Siria de febrero de 2024
El 2 de febrero de 2024, Estados Unidos lanzó una serie de ataques aéreos contra grupos militantes apoyados por Irán en Irak y Siria. El ataque se lanzó en represalia por un ataque con drones llevado a cabo por la Resistencia Islámica en Irak contra tropas estadounidenses en el puesto militar Torre 22 en Jordania una semana antes.

## Antecedentes
En enero de 2020, Estados Unidos asesinó en Bagdad al general iraní Qasem Soleimaní y a varios comandantes de las Fuerzas de Movilización Popular, un grupo de milicias respaldadas por Irán para luchar contra Dáesh desde 2014. En represalia, varias de estas milicias han formado la Resistencia Islámica en Irak, que exige la salida del ejército estadounidense de Irak y ha llevado a cabo varios atentados contra sus tropas, aunque en raras ocasiones estas acciones han causado daños o heridos, mientras que Washington ha respondido en contadas ocasiones y ha matado a decenas de miembros de la Resistencia Islámica.
Desde el inicio de la guerra entre Israel y Gaza el 7 de octubre de 2023, la Resistencia Islámica iraquí ha llevado a cabo más de 170 ataques contra bases estadounidenses situadas en Irak, Jordania y Siria, justificando estos ataques por la solidaridad con Gaza y por el apoyo que Estados Unidos ha prestado a la ofensiva israelí. Estos ataques han provocado heridas a decenas de soldados. El 28 de enero de 2024, un ataque con drones «de fabricación iraní» llevado a cabo por la Resistencia Islámica en Irak tuvo como objetivo la Torre 22, una base estadounidense en Jordania, cerca de la frontera con Siria, lo que provocó la muerte de tres soldados estadounidenses y dejó entre 25 y 34 heridos.
Antes del ataque, el CGRI había amenazado con que cualquier ataque militar estadounidense contra la República Islámica de Irán recibiría una respuesta inmediata.

## Ataques
Alrededor de la medianoche, entre el 2 y el 3 de febrero, hora local (UTC+3), la Fuerza Aérea de los Estados Unidos llevó a cabo una serie de ataques aéreos contra supuestos miembros de la Fuerza Quds del Cuerpo de la Guardia Revolucionaria Islámica (CGRI) y grupos de milicias afiliados en Irak y Siria. En la operación participaron dos bombarderos B-1B desplegados desde la Base de la Fuerza Aérea Dyess, en Texas. Las instalaciones objetivo incluían centros de operaciones de mando y control, centros de inteligencia, cohetes, misiles, almacenamiento de vehículos aéreos no tripulados, así como instalaciones logísticas y de cadena de suministro de municiones pertenecientes a grupos de milicias. Los funcionarios estadounidenses informaron que los ataques alcanzaron 85 objetivos en siete instalaciones, tres en Irak y cuatro en Siria, utilizando 125 misiles guiados de precisión.
La seguridad iraquí informó de que seis ataques aéreos tuvieron como objetivo varias localidades de Irak, mientras que los medios de comunicación estatales sirios anunciaron que la «agresión estadounidense» había atacado varios lugares en las zonas desérticas de Siria y en la frontera entre Irak y Siria. Funcionarios iraquíes informaron que los ataques aéreos tuvieron como objetivo el cuartel general de las Fuerzas de Movilización Popular en la ciudad de Akashat, matando a dieciséis personas, incluidos civiles, e hiriendo a otras veinticinco. Funcionarios iraquíes también dijeron que tres casas utilizadas por Kataeb Hezbolá en la provincia de Ambar fueron alcanzadas por los ataques aéreos.
Según el Observatorio Sirio para los Derechos Humanos, al menos veintitrés militantes murieron en los ataques en Siria Según el gobierno iraquí al menos dieciséis personas murieron y veinticinco resultaron heridas en los ataques estadounidenses contra las áreas de Akashat y Qa'im en la provincia occidental de Anbar en Irak.
El 7 de febrero, nuevos bombardeos estadounidenses mataron a tres personas que viajaban en un vehículo todoterreno en Bagdad, entre los muertos se encuentra un comandante del Kataeb Hezbol que según informó el comando central del Ejército estadounidense era «responsable de planificar y participar directamente en ataques contra las fuerzas estadounidenses en la región». El ataque provocó la ira de la población y las autoridades iraquíes que condenaron el «asesinato», las autoridades iraquíes arremetieron contra la coalición Internacional contra el Estado Islámico liderada por Washington, desplegada en Irak y Siria. «La coalición internacional sobrepasa totalmente las razones y los objetivos por los que se encuentra en nuestro territorio», deploró el general Yehia Rasool, portavoz militar del primer ministro Mohammed Shia' Al Sudani y continuó diciendo que «Esta forma de actuar empuja más que nunca al gobierno iraquí a poner fin a la misión de esta coalición, que se ha convertido en un factor de inestabilidad en Irak y amenaza con arrastrar a Irak a un conflicto regional».

## Reacciones
El presidente de los Estados Unidos, Joe Biden, escribió en un comunicado que su respuesta al ataque con aviones no tripulados en Jordania lanzado por grupos militantes respaldados por el Cuerpo de la Guardia Revolucionaria Islámica de Irán «había comenzado hoy» y «continuaría en los momentos y lugares de nuestra elección».
El secretario de Defensa, Lloyd Austin, se refirió a los ataques como «el comienzo de nuestra respuesta» y que Biden había «ordenado acciones adicionales para responsabilizar al CGRI y a las milicias afiliadas por sus ataques contra las fuerzas estadounidenses y de la coalición».
El líder de la milicia iraquí Kata'ib Sayyid al-Shuhada pidió a Kuwait, Jordania y Arabia Saudita que no permitan que Estados Unidos utilice su territorio para lanzar ataques, diciendo que las milicias atacarían la fuente de los ataques. Por su parte, el portavoz del comandante en jefe de las Fuerzas Armadas de Irak, el general de división Yahya Rasul Abdullah, condenó los ataques de Estados Unidos al considerar que constituyen una «violación de la soberanía iraquí» y una amenaza cuyas consecuencias serán «nefastas para la seguridad y la estabilidad».

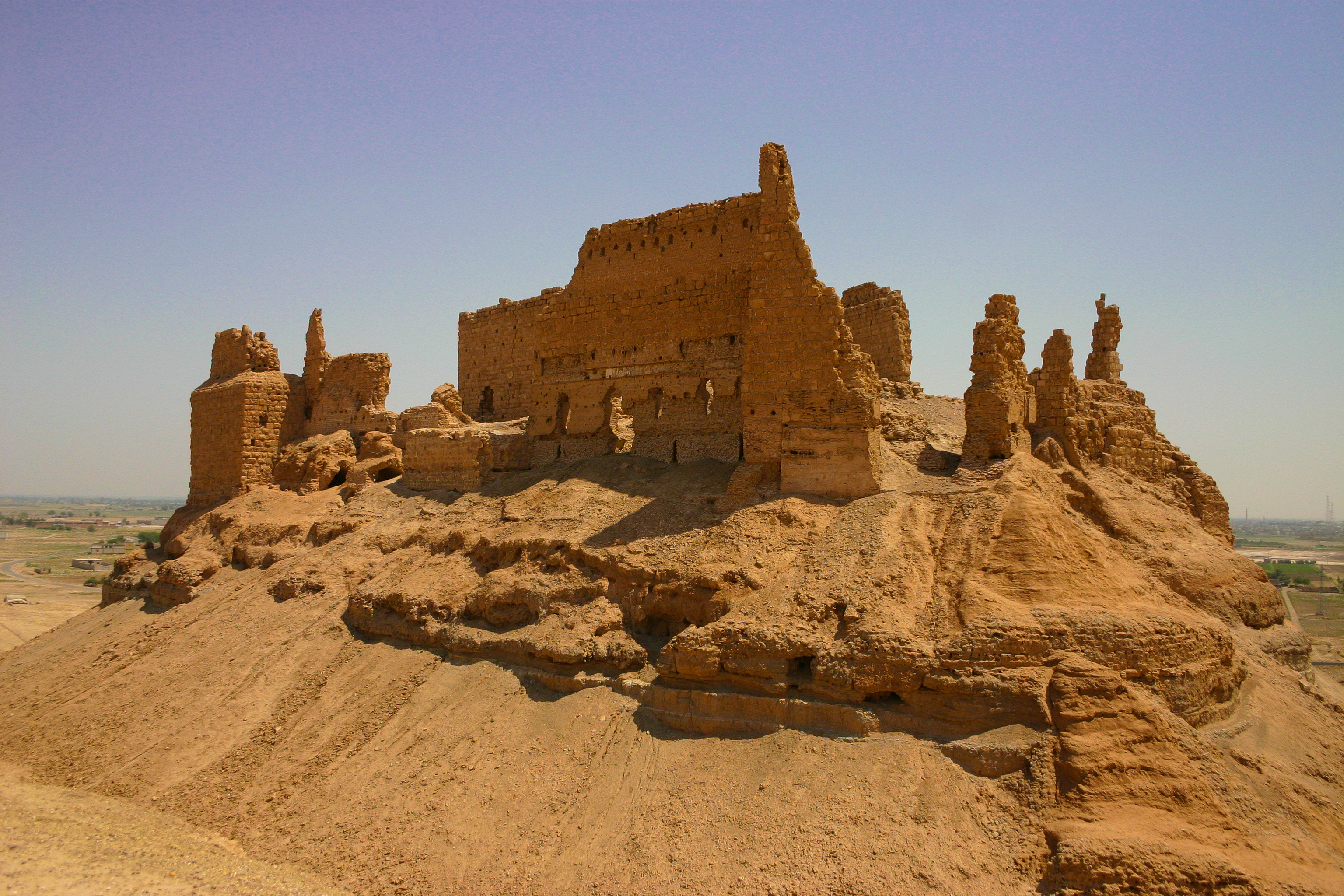
Ciudadela de al-Rahba que según el Ministerio de Cultura de Siria resultó dañada en los ataques

El Ministerio de Defensa sirio criticó la «agresión de las fuerzas de ocupación estadounidenses», que según dijo intentaba «debilitar la capacidad del Ejército Árabe Sirio y sus aliados en el campo de la lucha contra el terrorismo». El Ministerio de Cultura de Siria también condenó los ataques y señaló que estos habían afectado a la Ciudadela de al-Rahba, una fortaleza árabe del siglo IX ubicada en la orilla del río Éufrates muy cerca de la ciudad de Mayadin. Según el Ministerio: «La agresión viola todas las normas y convenciones internacionales que exigen la protección y el respeto de los bienes culturales, de conformidad con el artículo 4 de la Convención de la Haya de 1954».
El Ministerio de Asuntos Exteriores de Irán condenó los ataques, calificándolos de «error estratégico del gobierno de Estados Unidos que no tendrá más resultado que intensificar... la inestabilidad en la región». El portavoz del Ministerio de Asuntos Exteriores de Irán, Nasser Kanaani, dijo que los ataques estadounidenses fueron una «violación de la soberanía y la integridad territorial de Irak y Siria, del derecho internacional y una clara violación de la Carta de las Naciones Unidas».
La portavoz del Ministerio de Exteriores de Rusia, María Zajárova, condenó enérgicamente los ataques de Estados Unidos, a los que describió como «el nuevo acto flagrante de agresión estadounidense-británica contra Estados soberanos», operación que ha descrito como una operación para incrementar la tensión regional y pidió una reunión urgente del Consejo de Seguridad de la ONU.
El lunes 5 de febrero tuvo lugar la reunión del Consejo de Seguridad de la ONU solicitada por Rusia, en la que tanto Rusia como China criticaron con dureza a Estados Unidos por los ataques aéreos en Irak y Siria. El embajador de China ante la ONU, Zhang Jun, dijo que «Estados Unidos afirma que no busca crear conflictos en Medio Oriente ni en ningún otro lugar, pero en realidad hace precisamente lo contrario. Sin duda, las acciones militares de Estados Unidos están provocando nuevos disturbios en esta región e intensificando aún más las tensiones». Por su parte el embajador de Rusia, Vasili Nebenzia, alegó que los ataques fueron un intento de Estados Unidos de «flexionar sus músculos» y que fueron impulsados por el deseo de Binden de influir en su panorama político interno y apuntalar la imagen «desastrosa» de su presidencia.

## Consecuencias
El primer ministro iraquí, Mohammed Shia' Al Sudani, ordenó el sábado, 3 de enero, tres días de luto nacional por el personal militar y los civiles muertos por los ataques aéreos estadounidenses. Además en protesta por la «agresión estadounidense», el Ministerio de Asuntos Exteriores convocó al Encargado de Negocios de la Embajada de Estados Unidos en Bagdad, David Burger.
En Irak, se celebró en Bagdad un funeral por los fallecidos en los ataques aéreos estadounidenses del 4 de febrero, con multitudes cantando «Estados Unidos es el mayor diablo» y sosteniendo fotografías de las víctimas junto a las ambulancias que transportaban sus restos.
El 4 de febrero, siete combatientes de las Fuerzas Democráticas Sirias murieron y otros dieciocho resultaron heridos en «un ataque con drones después de medianoche» en el yacimiento petrolífero de Al-Omar, la mayor base de la coalición liderada por Estados Unidos, situada en la provincia oriental siria de Deir ez Zor, según afirmó el Observatorio Sirio para los Derechos Humanos. La Resistencia Islámica en Irak, reivindicó el ataque «contra la base de ocupación estadounidense en el campo petrolífero de Al-Omar». Se trata del primer ataque contra bases estadounidenses después de los ataques estadounidenses del 3 de febrero.
El 30 de enero, Kataeb Hezbolá anunció la suspensión de todas sus operaciones militares contra las fuerzas estadounidenses en la región tras el ataque con drones a la base estadounidense de Torre 22 que mató a tres soldados estadounidenses e hirió a otros 47. Anunciaron que esta decisión se tomó para evitar la «vergüenza» del gobierno iraquí, que ha pedido a todos los partidos de la resistencia que reduzcan la tensión.
El 6 de agosto un ataque contra la base aérea estadounidense de Al Asad en Irak hirió al menos a cinco militares estadounidenses y a otros dos contratistas. Aunque no está claro que grupo fue el responsable del ataque y si fue una represalia por el asesinato de Haniya. Se trata del primer ataque contra una base estadounidense en Oriente Medio desde los ataques de represalia de Estados Unidos de febrero de 2024.

### Retirada estadounidense de Irak
El 5 de enero de 2024, el primer ministro iraquí, Mohammed Shia' Al Sudani, anunció que su gobierno comenzaría un proceso para eliminar la coalición militar internacional liderada por Estados Unidos tras el ataque con drones estadounidenses en Bagdad que mató a Mushtaq Talib al-Saidi. Después de los ataques estadounidenses del 23 de enero de 2024 en Irak, los gobiernos estadounidense y iraquí acordaron iniciar conversaciones sobre el futuro de la presencia militar estadounidense en Irak, incluidas discusiones sobre la viabilidad de una retirada militar estadounidense completa del país.
El 22 de marzo, el ministro de Asuntos Exteriores iraquí, Fuad Hussein, se reunió con Jake Sullivan, asesor de seguridad nacional del presidente estadounidense, durante su viaje a Estados Unidos. El 23 de marzo, se anunció que el primer ministro iraquí al-Sudani visitará la Casa Blanca en Washington D. C. el 15 de abril para mantener conversaciones formales sobre la reducción de la presencia de la coalición militar liderada por Estados Unidos en Irak.
En septiembre de 2024, Estados Unidos e Irak llegaron a un acuerdo para la retirada de Irak de las fuerzas de la coalición liderada por Estados Unidos. Dicho plan, supondría la salida de cientos de tropas «a más tardar a finales de septiembre de 2025», y la del resto hasta finales de 2026.  Ambos países podrían establecer un nuevo «mecanismo de asociación de seguridad bilateral» que supondría la permanencia de algunas tropas estadounidenses en Irak tras la retirada.